# Écoche
 (février 2017).
- Si vous ne connaissez pas le sujet, laissez ce bandeau (vous pouvez alors contacter les auteurs).
- Si vous supprimez le contenu mis en cause (vous pouvez préalablement contacter les auteurs),

argumentez précisément cette suppression dans la page de discussion
(un manque de référence n'est pas un argument ; une recherche réelle de référence doit avoir été effectuée, être formellement documentée).
Écoche est une commune française située dans le département de la Loire en région Auvergne-Rhône-Alpes entre Chauffailles et Belmont-de-la-Loire.

## Géographie

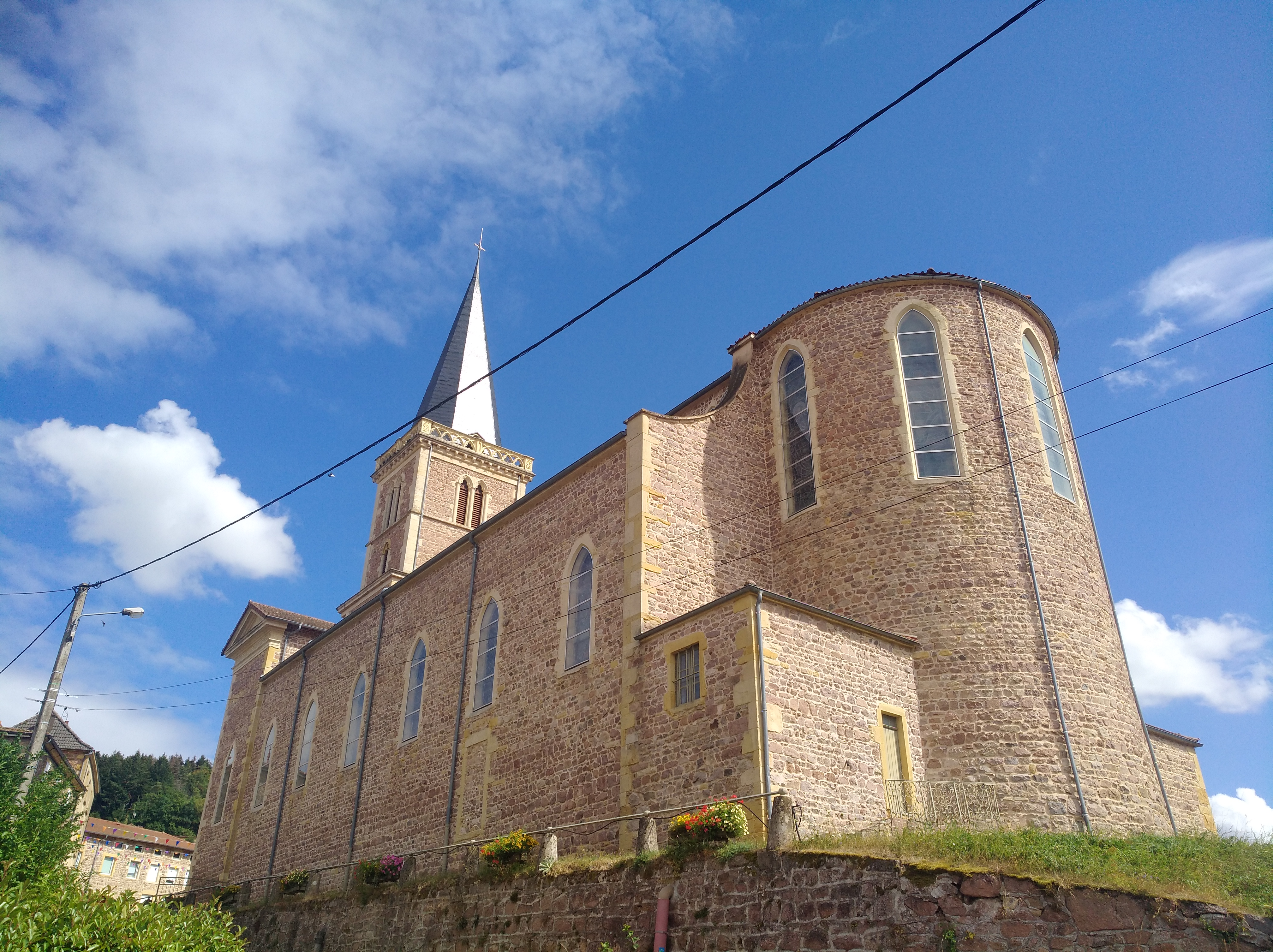
Église Saint-Bonnet

Écoche se place entre Cours et Chauffailles, à une demi-heure de Roanne et une heure de Saint-Étienne. Écoche est relié au col de la Bûche par une route.
Écoche est une localité du département de la Loire, limitrophe à la fois de celui de Saône-et-Loire au nord et du Rhône au sud. De ce fait, lorsqu'à Cadolon on est entré à Coublanc ou à la Bûche à Cours, on a franchi une de ces frontières qui caractérisent le "millefeuille" français puisque du même pas on a quitté une commune, un canton, un arrondissement, un département et, s'agissant de la Saône-et-Loire, une région, passant de Auvergne-Rhône-Alpes en Bourgogne-Franche-Comté.
Commune de demi-montagne, Écoche  l'est d'abord par son appartenance au massif beaujolais dont les terrains cristallins forment son soubassement et ensuite par sa morphologie accidentée même si les altitudes y sont relativement modestes.
La surface de son territoire présente une inclinaison générale du sud vers le nord, les cours d'eau coulant et les reliefs s'abaissant dans cette direction ; le dénivelé est de plus de 400 mètres entre le sud et le nord.
L'hydrographie  est représentée à Écoche par le bassin de réception du ruisseau le Pontbrenon dont la source principale peut être repérée à l'extrême sud de la commune sous le col de la Bûche vers 650 m. d'altitude. Le vallon où coule le ruisseau présente un encaissement modéré quoique marquant  bien le paysage, ce dont témoigne le nom caractéristique des Grandes Combes donné à ce secteur : au-dessous de la Quichère tandis que les reliefs encadrants se tiennent de part et d'autre autour de 620 m. Le lit du cours d'eau  n'est qu'à 570 mètres. Après un parcours de près de quatre kilomètres depuis la Bûche, le ruisseau principal reçoit sur sa gauche, au pied du bourg d'Écoche  à une altitude de 410 m un petit tributaire - une "goutte", terme usité dans la région (cf. le lieu-dit la Goutte Michel) - débouchant de son propre vallon dont l'origine se trouve entre le crêt Loup et le Coucou vers 680 m d'altitude.
La disposition des reliefs résulte de la topographie en creux précédemment décrite. C'est en relation avec l'existence des deux vallons que s'organise le relief de la commune. Le "toit" du territoire municipal d'Écoche est représenté par un fort bombement qui culmine dans la partie la plus méridionale de la commune à 791 m d'altitude dans la zone forestière de Fontcharbonnier. Le reste du territoire municipal s'organise selon un double alignement de hautes collines d'orientation méridienne, elles-mêmes fortement boisées, qui entoure la dépression centrale. Ces hauteurs culminent à l'est à 636 m dans le bois du Châtelet et à 598 m à l'ouest au-dessus du village Berthillot puis s'abaissent au nord de part et d'autre du bourg. Cependant l'interfluve entre les deux ruisseaux mentionnés ci-dessus donne lieu lui aussi, au milieu de la commune, à un relief en bosse, moins prolongé que les précédents puisqu'interrompu par la réunion des deux cours d'eau mais d'une altitude encore significative passant de 628 m vers Fonteret à 512 m à Gourlaine avant de plonger au-dessus du confluent.
Dans la partie nord de la commune les deux lignes de hauteurs de l'est et de  l'ouest se rapprochent enserrant la vallée du Pontbrenon désormais constitué ; elles perdent de l'altitude mais en se maintenant encore à plus de 450 m au-dessus de l'étang de Cadolon à l'est et à une altitude à peu près égale à l'ouest jusqu'à la limite de la commune de Coublanc tandis que le fond de la vallée est à 375 m à l'endroit où le ruisseau quitte le territoire municipal. Le rapprochement des deux lignes de relief au nord du bourg d'Écoche  donne naissance ainsi à un goulot d'étranglement d'ailleurs plus évasé à l'est là où s'est établi le gros hameau de Juin.	
Le socle cristallin des Monts du Beaujolais affleure sur la plus grande partie du territoire communal d'Écoche (les 3/4 ouest); il est strié de failles de directions diverses mais avec une prédominance méridienne. Le sud-est montagneux est recouvert de formations altérées et de colluvions quaternaires ainsi que d'argiles et de limons dans le haut vallon du bassin de réception du Pontbrenon sous le col de la Bûche.
L'altitude relativement élevée du sud de la commune et la nature cristalline de ses terrains conjuguent leur effet pour aboutir à un assez fort taux de boisement : avec plus de la moitié de son territoire en forêt, 51 % précisément, Écoche ne le cède de ce point de vue qu'aux communes les plus élevées de la montagne beaujolaise, Ranchal ou Propières et se distingue nettement de deux de ses proches voisines où  les bois tiennent  une place beaucoup plus restreinte, Saint-Igny-de-Roche avec 16 % et Coublanc 11 %.
Comme l'ensemble des communes du nord-est roannais, région de bocage, Écoche connaît une forte dispersion de ses habitants sur le territoire municipal. Le bourg ne rassemble qu'une part restreinte de la population et les écarts sont nombreux. Les plus gros hameaux sont Juin, la Quichère et la Forest. D'autres lieux-dits, groupant parfois un petit nombre d'habitations, sont répartis entre les quatre sections de la commune et ont pour noms le But, la Baise, le village Berthillot, Laval, Fillon, Fonteret, la Croix de la Fin, le Coucou, le Crêt Loup, les Bruyères, le Couvent, Vatron, le Quartier noir.
Le réseau routier desservant la commune est paradoxalement plus développé dans la montagne que dans la vallée. La longue D 45, qui trouve ici  son origine au nord de la commune d'Écoche (et se termine à 70 km de là à Saint-Just-en-Chevalet), reste d'abord dans la vallée du Pontbrenon la seule voie routière ; elle forme la rue centrale du bourg puis, profitant de la pente douce de l'interfluve, s'élève progressivement en direction de la commune du Cergne où elle entre après le lieu-dit le Coucou. On peut la considérer comme l'axe central de la commune. Pourtant une autre longue route départementale, la D 39 traverse le territoire municipal (elle part du col de la Rivière Noire à la limite du département de l'Allier et ne se termine qu'entre Saint-Germain-la-Montagne et Saint-Igny-de-Vers). La D 39 développe ses sinuosités dans la partie haute de la commune de la Quichère à la Croix de la Fin sur plusieurs kilomètres. Enfin, une sorte de bretelle, la D 87, se greffe sur la D 45 un peu au-dessus du bourg, croise plus loin la D 39, monte vers le col de la Bûche (680 m d'altitude) reliant ainsi Écoche à Cours dans le Rhône.
Aucune ligne d'autocar ne dessert directement la commune mais le service quotidien de Chauffailles à Roanne a un arrêt à Cadolon sur la commune de Coublanc à 2,5 km du bourg d'Écoche.
La gare ferroviaire de Chauffailles sur l'itinéraire Lyon-Paray-le-Monial se trouve à 9 km d'Écoche, celle de Roanne sur la ligne Lyon-Paris est à 31 km.
Le territoire de la commune est limitrophe de ceux de sept communes :
| Coublanc (Saône-et-Loire) | Saint-Igny-de-Roche (Saône-et-Loire) |                     |
| Mars                      | Écoche                               | Belmont-de-la-Loire |
| Arcinges                  | Le Cergne                            | Cours (Rhône)       |

### Climat
Pour des articles plus généraux, voir Climat d'Auvergne-Rhône-Alpes et Climat de la Loire.
En 2010, le climat de la commune est de type climat océanique dégradé des plaines du Centre et du Nord, selon une étude du Centre national de la recherche scientifique s'appuyant sur une série de données couvrant la période 1971-2000. En 2020, Météo-France publie une typologie des climats de la France métropolitaine dans laquelle la commune est exposée à un climat de montagne ou de marges de montagne et est dans la région climatique Centre et contreforts nord du Massif Central, caractérisée par un air sec en été et un bon ensoleillement.
Pour la période 1971-2000, la température annuelle moyenne est de 11,2 °C, avec une amplitude thermique annuelle de 15 °C. Le cumul annuel moyen de précipitations est de 956 mm, avec 11,9 jours de précipitations en janvier et 8 jours en juillet. Pour la période 1991-2020, la température moyenne annuelle observée sur la station météorologique de Météo-France la plus proche, « Charlieu », sur la commune de Charlieu à 10 km à vol d'oiseau, est de 11,6 °C et le cumul annuel moyen de précipitations est de 769,3 mm,. Pour l'avenir, les paramètres climatiques de la commune estimés pour 2050 selon différents scénarios d'émission de gaz à effet de serre sont consultables sur un site dédié publié par Météo-France en novembre 2022.

## Urbanisme

### Typologie
Au 1er janvier 2024, Écoche est catégorisée commune rurale à habitat dispersé, selon la nouvelle grille communale de densité à sept niveaux définie par l'Insee en 2022.
Elle est située hors unité urbaine et hors attraction des villes,.

### Occupation des sols
L'occupation des sols de la commune, telle qu'elle ressort de la base de données européenne d’occupation biophysique des sols Corine Land Cover (CLC), est marquée par l'importance des forêts et milieux semi-naturels (54,1 % en 2018), une proportion sensiblement équivalente à celle de 1990 (54,4 %). La répartition détaillée en 2018 est la suivante : 
forêts (51,8 %), prairies (41,5 %), zones urbanisées (4,3 %), milieux à végétation arbustive et/ou herbacée (2,4 %), zones agricoles hétérogènes (0,1 %). L'évolution de l’occupation des sols de la commune et de ses infrastructures peut être observée sur les différentes représentations cartographiques du territoire : la carte de Cassini (XVIIIe siècle), la carte d'état-major (1820-1866) et les cartes ou photos aériennes de l'IGN pour la période actuelle (1950 à aujourd'hui).

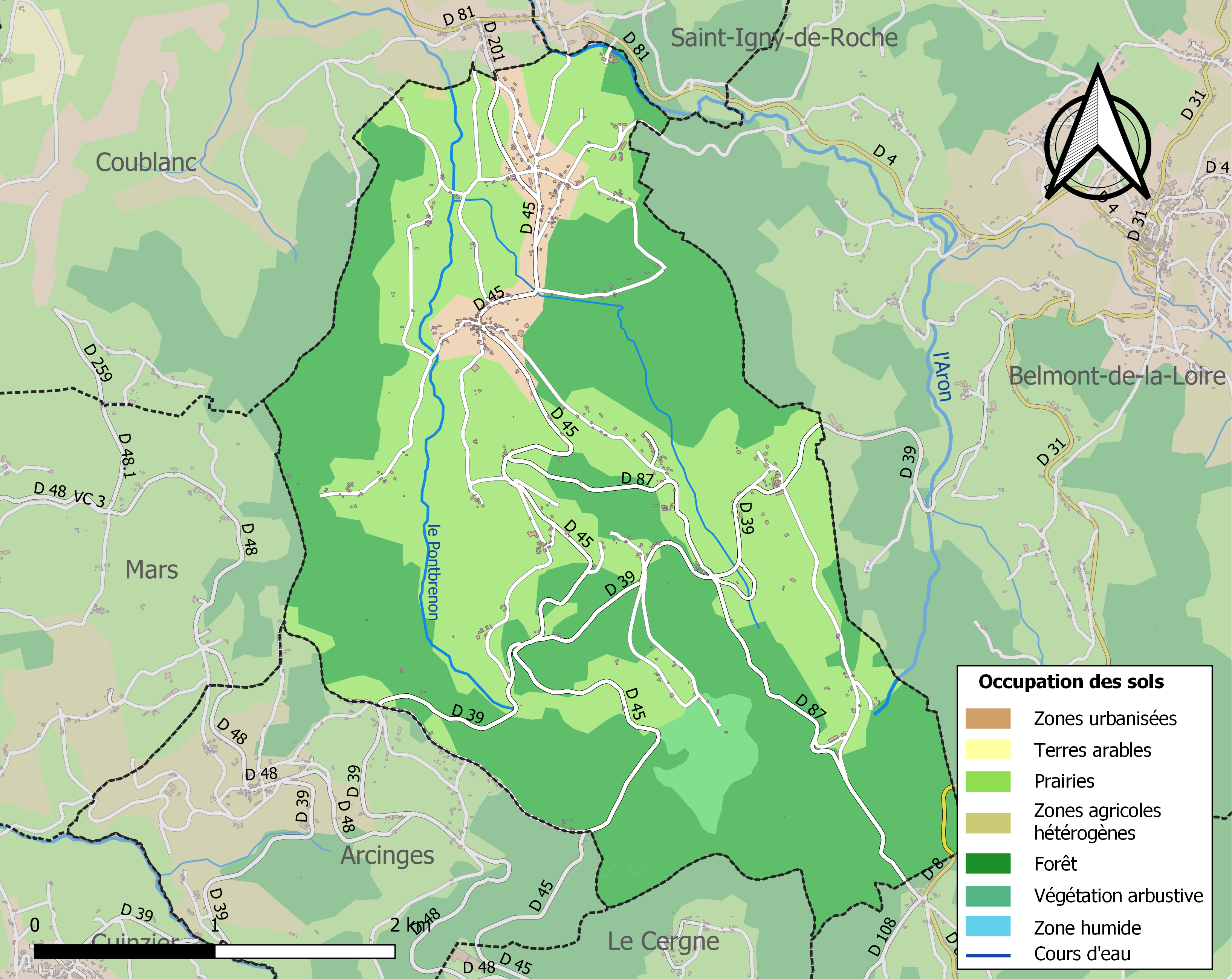
Carte des infrastructures et de l'occupation des sols de la commune en 2018 (CLC).

## Histoire
La plus vieille mention du village remonte à l'an 1032 et se trouve dans une charte de l'abbaye de Cluny sous les formes "Scocia" et "Scotia".

## Politique et administration

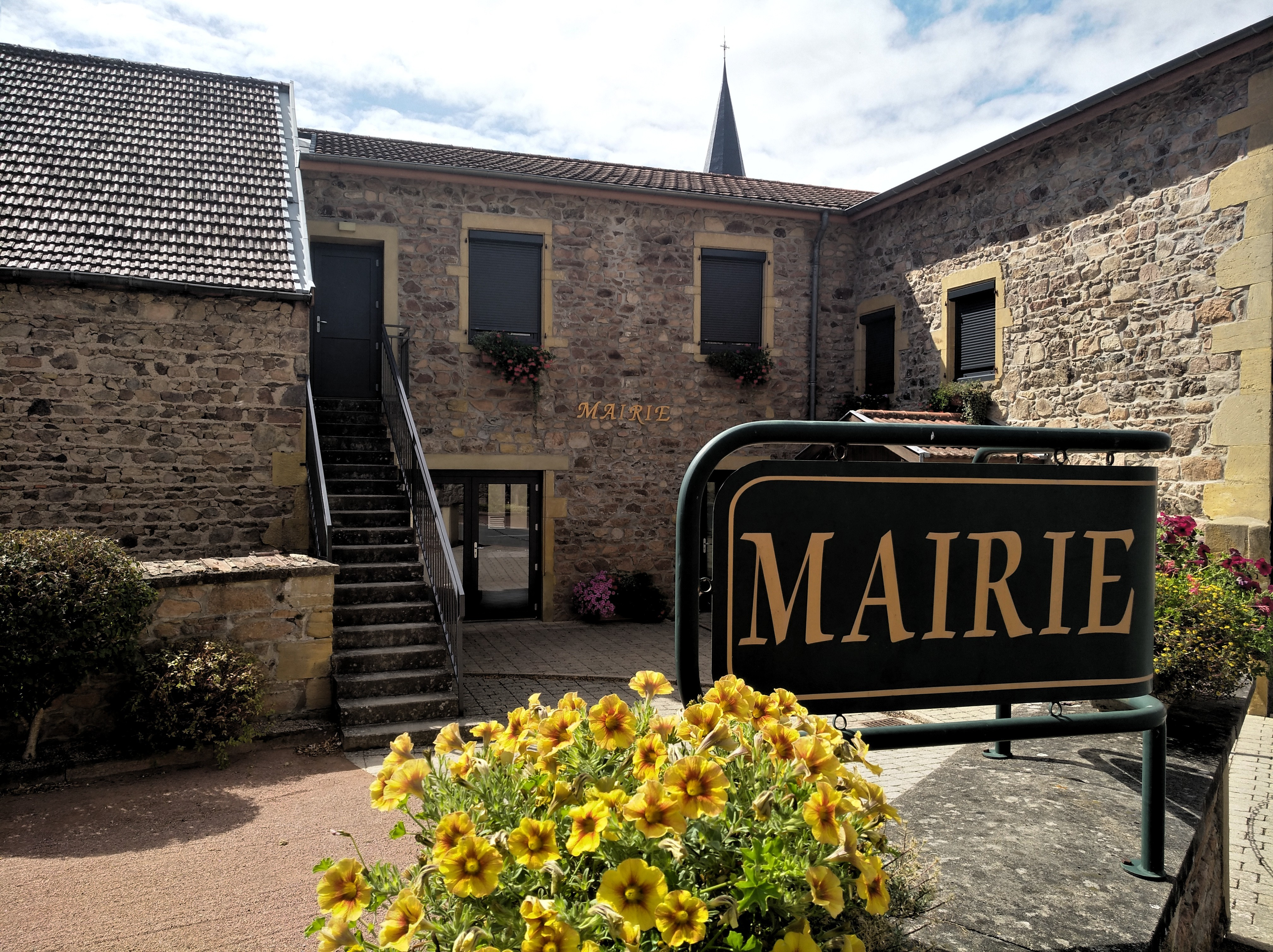
Mairie

| Période                                  | Période  | Identité            | Étiquette | Qualité            |
| ---------------------------------------- | -------- | ------------------- | --------- | ------------------ |
| Les données manquantes sont à compléter. |          |                     |           |                    |
| mars 1989                                | 2014     | Jean-Paul Defaye    | DVD       | conseiller général |
| mars 2014                                | En cours | Jean-Charles Butaud |           |                    |

## Population et société

### Démographie
Écoche est une commune où l'effondrement du nombre d'habitants avait été un des plus forts de la région entre le milieu du XIXe siècle et le troisième quart du XXe. L'exode rural s'est déclenché tôt dans cette localité géographiquement un peu retirée et a sévi plus fortement que dans maintes communes voisines. Alors que la population avait doublé en 60 ans seulement entre la Révolution et la Seconde République, le maximum démographique  fut précocement atteint  en 1851 avec 1 816 habitants. Le déclin qui s'ensuivit, longtemps modéré, s'accéléra à partir de la Première Guerre mondiale vidant finalement la commune des 5/6 de sa population puisqu'il ne restait plus que 308 personnes à Écoche en 1975. Fort heureusement depuis 35 ans un net redressement s'est produit aussi rapide qu'avait été l'effondrement et la commune rassemble 523 personnes en 2019.
L'évolution du nombre d'habitants est connue à travers les recensements de la population effectués dans la commune depuis 1793. Pour les communes de moins de 10 000 habitants, une enquête de recensement portant sur toute la population est réalisée tous les cinq ans, les populations de référence des années intermédiaires étant quant à elles estimées par interpolation ou extrapolation. Pour la commune, le premier recensement exhaustif entrant dans le cadre du nouveau dispositif a été réalisé en 2008.

En 2022, la commune comptait 515 habitants, en évolution de −6,02 % par rapport à 2016 (Loire : +1,32 %, France hors Mayotte : +2,11 %).
| 1793 | 1800  | 1806  | 1821  | 1831  | 1836  | 1841  | 1846  | 1851  |
| ---- | ----- | ----- | ----- | ----- | ----- | ----- | ----- | ----- |
| 940  | 1 027 | 1 116 | 1 335 | 1 337 | 1 579 | 1 749 | 1 789 | 1 816 |

| 1856  | 1861  | 1866  | 1872  | 1876  | 1881  | 1886  | 1891  | 1896  |
| ----- | ----- | ----- | ----- | ----- | ----- | ----- | ----- | ----- |
| 1 605 | 1 748 | 1 759 | 1 687 | 1 679 | 1 660 | 1 599 | 1 566 | 1 503 |

| 1901  | 1906  | 1911  | 1921 | 1926 | 1931 | 1936 | 1946 | 1954 |
| ----- | ----- | ----- | ---- | ---- | ---- | ---- | ---- | ---- |
| 1 470 | 1 386 | 1 084 | 879  | 811  | 741  | 643  | 544  | 484  |

| 1962 | 1968 | 1975 | 1982 | 1990 | 1999 | 2006 | 2008 | 2013 |
| ---- | ---- | ---- | ---- | ---- | ---- | ---- | ---- | ---- |
| 402  | 345  | 308  | 353  | 371  | 413  | 506  | 534  | 560  |

| 2018 | 2022 | - | - | - | - | - | - | - |
| ---- | ---- | - | - | - | - | - | - | - |
| 527  | 515  | - | - | - | - | - | - | - |

## Économie
Écoche est une commune authentiquement rurale. En témoigne le fait que certains services, plus typiquement urbains, en sont absents comme un garage de mécanique automobile et que l'industrie n'y est pas représentée. La régression de la part prise par l'agriculture par rapport à l'ensemble des activités économiques, phénomène commun aux campagnes de la région a concerné Écoche comme la plupart des  communes de la région. La vocation agricole de la commune se manifeste pourtant par le maintien sur son territoire d'un nombre appréciable d'exploitations. Leur nombre  s'y est certes considérablement réduit au cours des dernières décennies; il y en avait 28 en 1988,  19 en 2000, 11 en 2010, il en reste 6 actuellement. Comme ailleurs, un certain nombre de parcelles sont louées par des agriculteurs extérieurs à la commune. On compte dans la commune une exploitation pour 88  habitants soit une proportion plus forte que dans certaines communes environnantes (1 pour 169 habitants à Coublanc, 1 pour 185 à Cuinzier). L'élevage bovin est essentiel à Écoche : cinq exploitations se consacrent à l'élevage des vaches allaitantes (filière viande), activité conforme à la spécialité dominante dans la région, avec des bêtes de race charollaise , deux d'entre elles ayant leur siège au lieudit Fillon, deux autres au lieudit les Bruyères (l'un de ces deux agriculteurs y joignant une activité d'apiculture), une cinquième au hameau de Juin. Au lieudit Barnay, une ferme est spécialisée dans l'élevage bovin laitier.
La surface agricole utile totale - 558 ha - était en 2010 supérieure à ce qu'elle était précédemment. La pédologie et le climat expliquent la part prédominante des herbages - 453  ha  (81 % de la SAU, 41 % de la superficie municipale)- par rapport aux labours, 52 ha. (9 % de la SAU, 5% de la commune).	 Le nombre de têtes de bétail est resté stable depuis trente ans passant de 729 en 1988 à 743 en 2010). Le dernier recensement agricole définit Écoche comme voué à la polyculture et au polyélevage.
L'artisanat est bien présent dans la commune, celui du bâtiment avec une entreprise de plâtrerie-peinture sise au lieudit la Forêt, un d'électricien  et un ébéniste  au bourg. Deux entreprises de travaux forestiers et une scierie témoignent elles aussi  de la vivacité des activités productives à Écoche. Le commerce y a sa place avec un restaurant doublé d'un magasin d'alimentation alors qu'une autre entreprise pratique la location de chapiteaux. Au lieudit Laval est implantée une activité d'ingéniérie.

## Culture locale et patrimoine

### Lieux et monuments
- Église Saint-Bonnet d'Écoche.

### Blasonnement
|  | Les armoiries de Écoche se blasonnent ainsi : D’or à la tête de chevreuil de gueules ; chaussé de sinople en forme de sapin. |